# Temixco, Guerrero
Temixco är en ort i Mexiko.   Den ligger i kommunen José Joaquín de Herrera och delstaten Guerrero, i den sydöstra delen av landet, 220 km söder om huvudstaden Mexico City. Temixco ligger 1 893 meter över havet och antalet invånare är 203.
Terrängen runt Temixco är kuperad norrut, men söderut är den bergig. Runt Temixco är det ganska glesbefolkat, med 39 invånare per kvadratkilometer. Närmaste större samhälle är Santa Catarina, 18,5 km väster om Temixco. I omgivningarna runt Temixco växer huvudsakligen savannskog.